# Mehetia
Mehetia oder Meetia (alter polynesischer Name: Meetu, alte europäische Namen: Osnaburgh, Boudoir, San Cristobal) ist eine unbewohnte Vulkaninsel im südlichen Pazifischen Ozean, die geografisch zu den Gesellschaftsinseln und politisch zu Französisch-Polynesien gehört. 

## Geografie und Geologie
Mehetia liegt 110 km östlich von Tahiti und ist die östlichste der „Inseln über dem Winde“ (frz. Îles du Vent). Die Landfläche beträgt 2,28 km², der höchste Punkt ist der bis auf 435 m  reichende Mt. Fareura, ein noch aktiver Schichtvulkan. Die Insel gehört zum Teahitia-Mehetia-Hotspot und besteht überwiegend aus basaltischen Gesteinen. Sie erhebt sich aus 4000 m Tiefe steil vom Meeresboden und ist geologisch noch recht jung, etwa 30.000 bis 550.000 Jahre.
Der Gipfel des Mt. Fareura trägt an der Nordwestseite einen 80 m tiefen, mittlerweile bewachsenen Krater von 150 m Durchmesser. Von diesem Krater weist ein Lavafeld zum Meer, das Ergebnis der jüngsten Eruptionen. Polynesische Legenden berichten von „großem Feuer“ auf der Insel. Die geologischen Befunde stimmen insoweit mit dieser Legende überein und lassen auf eine Eruption innerhalb der letzten 2000 Jahre schließen.
1981 und 1983 gab es seismische Aktivitäten in der Umgebung von Mehetia, die zu zahlreichen Beben bis zu einer maximalen Stärke von 4,3 auf der Richterskala führten.
Im Süden Mehetias ragen steile, bis zu 40 m hohe Kliffs unmittelbar aus dem Meer, auch die übrigen Küstenbereiche wurden vom Meer angenagt und sind stark erodiert. Ein schützendes Korallenriff und eine Küstenebene fehlen, lediglich im Norden steigt die Insel etwas sanfter an. Das Anlanden ist wegen der Steilküste und der meist heftigen Brandung schwierig.

## Flora und Fauna
Die Flora ist relativ artenarm und umfasst weniger als 100 Arten. Das jüngste Lavafeld im Norden und die Gipfelregion des Mt. Fareura sind arid und kaum bewachsen. Die übrigen Bereiche der Insel bedeckt ein dichter Sekundärwald, der sich hauptsächlich aus Hibiscus tilliaceus, Casuarina equisetifolia und verschiedenen Pisonia und Ficus-Arten zusammensetzt. In einigen Bereichen, besonders im Süden, findet man auch das Gras Miscanthus floridulus, vereinzelt gibt es auch Kokospalmen.
Die inzwischen ausgestorbene Rotschnabelralle (Gallirallus pacificus) war nach Angaben von Bewohnern der benachbarten Insel Tahiti möglicherweise einst auf Mehetia heimisch. Sichtungen soll es noch in den 1920er Jahren gegeben haben.

## Geschichte
Über die polynesischen Ureinwohner weiß man wenig. Die Insel liegt jedoch auf einer alten polynesischen Handelsroute zwischen den Gesellschaftsinseln und dem Tuamotu-Archipel. Von den Tuamotu-Inseln wurden Perlen und Austernschalen für die Herstellung der Angelhaken importiert und von Mehetia Steinwerkzeuge exportiert. Stein-Dechsel und Brotfruchtstampfer von Mehetia wurden auf einigen Tuamotu-Inseln gefunden. Ebenso wie zu den Tuamotus, scheint es enge Kontakte zu Tahiti gegeben zu haben. Der britische Kapitän James Wilson berichtet, dass Häuptling Tiaraboo von der Taiarapu-Halbinsel auf Tahiti-Iti Mehetia beanspruchte. Der Kontakt wurde mit einem großen Kriegskanu, das ein- oder zweimal im Jahr zwischen den beiden Inseln verkehrte, aufrechterhalten. Demnach war Mehtia ständig bewohnt, scheint jedoch nicht in mehrere Stammesdistrikte untergliedert gewesen zu sein.
Die einzige archäologische Untersuchung, eine Exploration der Oberfläche, führte der amerikanische Anthropologe Kenneth P. Emory vom 13. bis 16. Dezember 1930 durch. Zu dieser Zeit lebten noch zwei polynesische Familien auf der Insel. Emory fand die Überreste von sechs kleineren Zeremonialstätten (Marae) und einige steinerne Hausplattformen polynesischer Ureinwohner. Die Ruinen, deren Alter nicht bekannt ist, lagen alle an der Südküste. Emory konnte als Oberflächenfunde 10 steinerne Brotfruchtstampfer und 28 Dechsel bergen. Die Funde befinden sich heute im Magazin des Bernice P. Bishop Museums auf Oʻahu.
Für Europa entdeckt wurde die Insel am 18. Juni 1767 von Samuel Wallis, der sie „Osnaburgh“ nannte, nach Friedrich August, Herzog von York und Albany, dem zweiten Sohn von König Georg III. (Vereinigtes Königreich) und letzten Fürstbischof des Hochstiftes Osnabrück. Wallis sandte unter dem Kommando von Leutnant Tobias Furneaux ein mit Bewaffneten bemanntes Boot aus, um eine Landung vorzubereiten. Furneaux konnte jedoch weder einen Ankerplatz für die HMS Dolphin ausmachen, noch eine geeignete Landemöglichkeit für Boote. Während der Erkundung näherten sich mehrere Kanus mit Insulanern und es kam zu einem friedlichen Austausch von Geschenken. Das Boot der Dolphin kam nahe zum Ufer und die Mannschaft warf den dort stehenden Männern und Frauen ein Seil zu. Ein Landgang war jedoch nicht möglich. Furneaux sah an der Landestelle etwa einhundert Polynesier und einige Doppelkanus. Es schienen ihm mehr Personen zu sein, als die kleine Insel hätte ernähren können. Ob es sich also um permanente Einwohner oder nur um vorübergehend Anwesende gehandelt hat, ist nach Wallis Aufzeichnungen nicht sicher festzustellen.
Gelegentlich wird auch behauptet, dass Mehetia mit der von Quirós erwähnten Insel „La Decena“ identisch sei. Sie wäre dann bereits im Jahr 1606 von Pedro Fernández de Quirós entdeckt worden. Die These ist jedoch nicht haltbar und schon von James Cook angezweifelt worden. Cook passierte Mehetia im April 1769 während seiner ersten Reise und am 13. August 1773 während seiner zweiten Reise in den Pazifik. Er beschreibt sie als eine hohe, runde Insel, felsig und nur teilweise mit Bäumen bestanden. Zu evtl. Bewohnern macht er keine Angaben. Cook ging nicht an Land, sondern segelte ohne Verzug nach Tahiti weiter.
Am 2. April 1768 fuhr Louis Antoine de Bougainville an der Insel vorbei und nannte sie „Le Boudoir“ und den Mt. Fareura nach seinem Schiff „Pic de la Boudeuse“. Bougainville ging nicht an Land, hielt sich jedoch für den Erstentdecker.
Am 26. September 1772 stach Domingo de Boenechea mit den Schiffen Aguila und Jupiter von Callao in See, um Tahiti für die spanische Krone zu annektieren. Am 13. November 1774, um 09.00 Uhr am Vormittag, erreichten die Schiffe die Insel Mehetia, die Boenechea „San Cristobal“ taufte. Einige Kanus mit Insulanern legten bei der Aguila an und es kam zu einem Austausch von Geschenken. Der Vizekapitän Thomas de Gayangos konnte über den Dolmetscher Pautu in Erfahrung bringen, dass die Einwohner Mehetias eng mit den Stämmen Tahitis verbunden waren. Zu dieser Zeit befanden sich, wie Gayangos berichtet, sechs Tahitier auf Mehetia.
Im Jahr 1934 vermutete das französische Marineministerium, dass Deutschland die Insel über einen belgischen Strohmann kaufen könnte. Das Eiland sollte angeblich als geheime deutsche Marinebasis genutzt werden.
Die heute nicht mehr ständig bewohnte Insel gehört politisch zu Französisch-Polynesien und wird von der Gemeinde Taiarapu-Est, Teilgemeinde (Commune associée) Tautira, auf Tahiti verwaltet. Mehetia ist Privateigentum.